# واچه پطروسیان
واچه پطروسیان (ارمنی: Վաչե Պետրոսյան؛   زادهٔ ۲۶ مهٔ ۱۹۵۱ - درگذشته ۲۷ نوامبر ۲۰۱۴)، نویسنده، مجسمه‌ساز، نقاش و  اهل ارمنستان بود.

## زندگی‌نامه
وی در ۲۶ مهٔ ۱۹۵۱ در ایروان به دنیا آمد و در سال ۱۹۷۵ از دانشگاه دولتی علوم پرورشی خاچاطور آبوویان ارمنستان فارغ‌التحصیل شد. وی در موزه مردم‌نگاری ارمنستان, ارمنستان ۱, گراکان ترت, ذخیره‌گاه دولتی جنگل خسرو فعالیت می‌کرد. پطروسیان عضو اتحادیه عکاسان ارمنستان بود. وی برنده جوایزی همچون شد. وی در ۲۷ نوامبر ۲۰۱۴ در سن ۶۳ سالگی درگذشت.

## مجسمه‌های یادبود
- ۱۹۹۰ یادبود قربانیان زمین‌لرزه ۱۹۸۸ اسپیتاک، وین
- ۱۹۹۵ بنیای یادبود آلکساندر مانتاشوف، تفلیس
- ۱۹۹۸ «توخ مانوک» (کلیسای کوچک در باغ بیمارستان کودکان موراتسان در ایروان)
- ۲۰۰۰ لیون
- ۲۰۰۳ لزولیف، مارسی
- ۲۰۰۸ بنای یادبود روشنفکران ارمنی که در سال ۱۹۲۱ توسط بلشویک‌ها اعدام شدند، ایروان
- ۲۰۰۸ به یادبود قربانیان ۱–۲ مارس (پارک انگلیسی، ایروان)
- ۲۰۰۹ یادبود قربانیان نسل‌کشی ارمنی‌ها، صوفیه
- یادبود نبرد سارداراباد

،

## نگارخانه

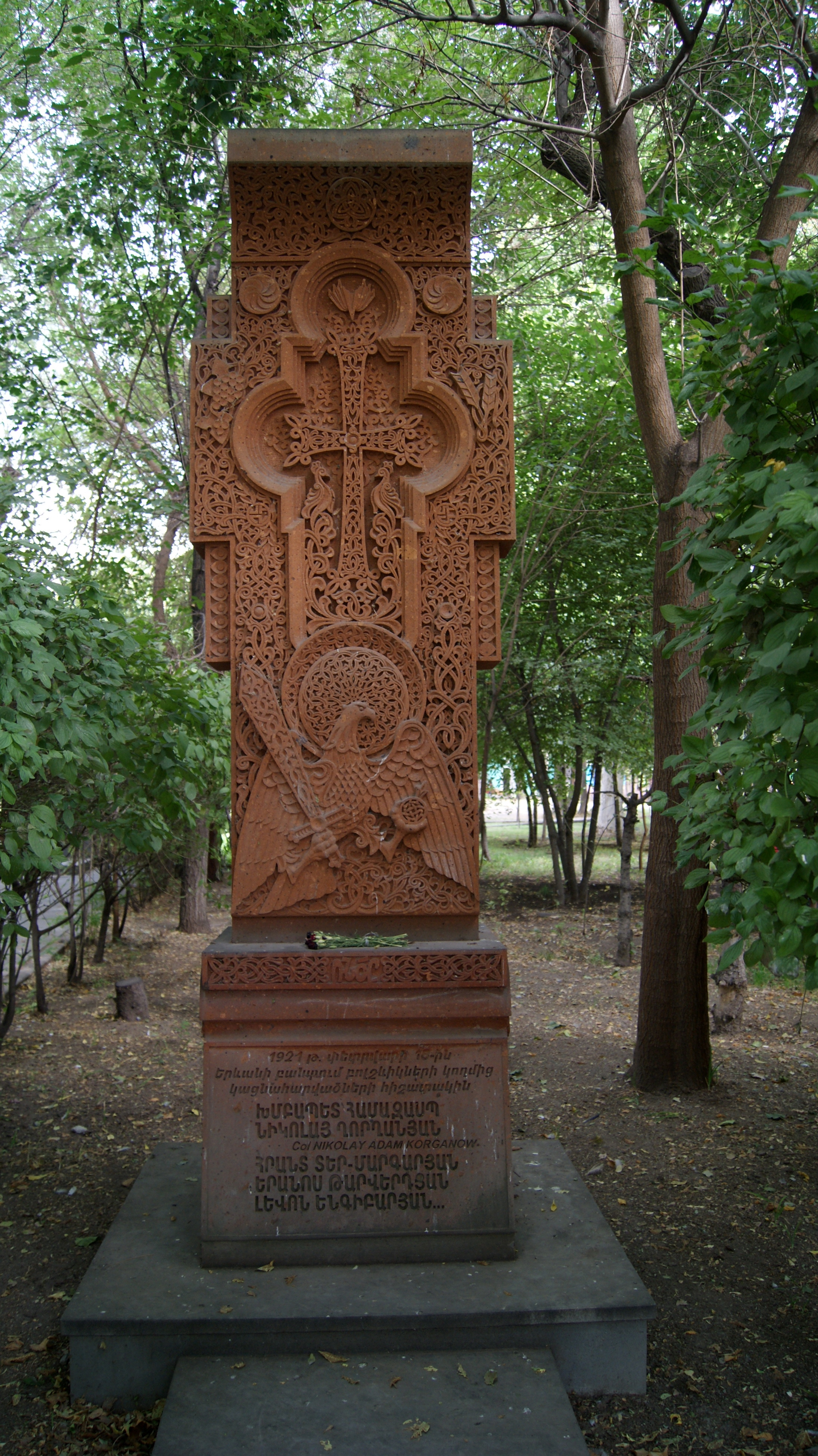

## یادداشت
1. ↑  խաչքարագործ
2. ↑  խաչքարագործ